# 神山喜久子
神山 喜久子（かみやま きくこ、1944年5月8日 - 、旧姓・井室）は、元日本テレビアナウンサー。

## 経歴・人物
東京都立新宿高等学校、慶應義塾大学文学部国文学専攻卒業。1967年に日本テレビにアナウンサーとして入社。同期は山本園子、白石（旧姓・久保）旺子、竹内公一、高雄孝昭。アナウンサー時代は主に情報番組を担当。「お昼のワイドショー」のサブ司会を10年間の長きにわたって務めた。同番組降板後はアナウンス部を離れ、ファッション事業部（在籍中に深夜のファッション番組「クチュリエで道楽」のプロデューサーを担当）などを経て1996年から広報局に在籍。2004年に定年を迎えた後も嘱託でテレビドラマやバラエティの広報を担当。2013年の担当番組降板を以て日本テレビを退いた。

## アナウンサー時代の担当番組
- お昼のワイドショー（1976年10月 - 1986年9月） - サブ司会
- NNNおはよう!ニュースワイド（1977年4月 - 1978年3月?）

## ドラマ出演
- 熱中時代 第2話「熱中先生最初の失敗」（1978年10月13日） - クイズ番組司会者
- 池中玄太80キロ 第4話「育てられなきゃ産むな!」（1980年4月26日） - ワイドショー司会者

## 制作

### テレビドラマ
- 続・星の金貨（1996年10月 - 12月）
- ストーカー 逃げきれぬ愛（1997年1月 - 3月）
- 奇跡の人（1998年10月 - 12月）
- 平成夫婦茶碗（2000年1月 - 3月）
- 新宿暴走救急隊（2000年10月 - 12月）
- 史上最悪のデート（2000年12月 - 2001年4月）
- リモート（2002年10月 - 12月）
- ぼくの魔法使い（2003年4月 - 7月）
- 警視庁鑑識班2004（2004年1月 - 3月）
- 丹下左膳（2004年6月30日）
- 一番大切な人は誰ですか?（2004年10月 - 12月）
- 女王の教室（2005年7月 - 9月）
- 1ポンドの福音（2008年1月 - 3月）
- 怪物くん（2010年4月 - 6月）
- 高校生レストラン（2011年5月 - 7月）

火曜サスペンス劇場
- 軽井沢ミステリー2・風立ちぬ（2002年8月13日）
- 「十七年目の秘密（定時制教師石本歩）闇に響く刑務所帰りの女の悲鳴〜コロッケに託す母の願いと中年生徒の駆け落ち」（2004年9月7日）
- 検事霞夕子24・隣の関係（2004年12月7日）
- 六月の花嫁2005・四重奏（2005年6月7日）
- 六月の花嫁2005・マリーゴールド（2005年6月14日）
- 六月の花嫁2005・化身（2005年6月21日）
- 六月の花嫁2005・櫛（2005年6月28日）
- 警部補 佃次郎21・妻の初恋（2005年9月6日）

ドラマコンプレックス
- 火垂るの墓（2005年11月1日）
- 「ふたつの祖国〜東京・ソウル 愛と哀しみの絆」（2005年11月22日）
- 「警視庁特殊部隊512」（2005年11月29日）
- 「河井継之助 駆け抜けた蒼竜」（2005年12月27日）
- 伝説の秋田犬 ハチ（2006年1月10日）
- らんぼう（2006年1月17日）
- 戦国自衛隊・関ヶ原の戦い（2006年1月31日・2月7日）
- 女王の教室「エピソード1〜堕天使編〜」（2006年3月17日）
- 女王の教室「エピソード2〜悪魔降臨〜」（2006年3月18日）
- 都立水商!（2006年3月28日）
- たくさんの愛をありがとう（2006年4月4日）
- 嘘をつく死体（2006年4月11日）
- プリズン・ガール〜FBIに逮捕された普通の女の子〜（2006年4月18日）
- 松本清張スペシャル「共犯者」（2006年5月9日）
- 塀の中の懲りない女たち・〜宇都宮刑務所2006（2006年5月23日）
- 贅沢なお産（2006年5月30日）
- 銭華 〜銀座ホステス株バトル〜（2006年6月20日）
- ウィルスパニック2006夏〜街は感染した〜（2006年6月27日）
- 59番目のプロポーズ〜結婚適齢期の女の本音（2006年7月11日）
- 雨やどりの恋〜うさぎと亀より〜（2006年7月18日）
- ひめゆり隊と同じ戦火を生きた少女の記録 最後のナイチンゲール（2006年8月22日）
- ヘレンときよしの物語（2006年8月29日）
- 手の上のシャボン玉（2006年9月5日）
- 私が私であるために（2006年10月10日）
- 有吉佐和子スペシャル恍惚の人（2006年10月17日）

スペシャルドラマ
- 愛の流刑地（2007年3月20日・21日）
- うつへの復讐 〜絶望からの復活〜（2007年6月26日）
- 新幹線ガール（2007年7月4日）
- 真実の手記 BC級戦犯 加藤哲太郎「私は貝になりたい」（2007年8月24日）
- 検事霞夕子SP 豪華客船殺人クルージング（2007年10月2日）
- 24時間あたためますか?〜疾風怒涛コンビニ伝〜（2008年3月15日）

### バラエティー
- ウッチャンナンチャンのウリナリ!!（1999年5月 - 2002年3月）
- ピカイチ（2000年7月 - 2001年9月）
- ジャパン☆ウォーカー（2001年10月 - 2002年3月）
- 世代密林〜ジェネレーションジャングル（2002年4月 - 9月）
- ジェネジャン（2002年10月 - 2003年3月）
- 遊ワク☆遊ビバ!（2003年4月 - 2004年3月）
- ワールド☆レコーズ（2004年4月 - 2005年3月）
- 中井正広のブラックバラエティ（2004年7月 - 20??年?月）
- A（2005年4月 - 6月）
- ゲツヨル!（2006年10月 - 2007年6月）
- おネエ★MANS（2006年10月 - 2009年3月）
- 超人劇場（2008年1月6日）
- 全力!Tunes（2008年4月 - 9月）
- 弟子っちょピカ丸（2008年10月 - 2009年3月）
- 満天☆青空レストラン（2009年4月 - 2010年12月）
- 1億3千万人のエピソードバラエティーコレってアリですか?（2010年7月27日 - 2011年9月13日）
- シューイチ（2011年4月3日 - 2013年5月26日）
- ザ!鉄腕!DASH!!（2011年4月 - 2013年5月26日）